# Trapani Calcio 1998-1999
Questa pagina raccoglie i dati riguardanti il Trapani Calcio nelle competizioni ufficiali della stagione 1998-1999.

## Stagione
Nella stagione 1998-1999 l'Associazione Sportiva Trapani disputò il campionato di Serie C2, raggiungendo il 10º posto.

## Divise e sponsor
I colori sociali dell'Associazione Sportiva Trapani sono il granata ed il bianco.
| Casa | Trasferta |

## Rosa[1]
| N. |                   | Ruolo | Calciatore          |
| -- | ----------------- | ----- | ------------------- |
|    | Italia (bandiera) | P     | Carmine Amato       |
|    | Italia (bandiera) | P     | Giovanni Guaiana    |
|    | Italia (bandiera) | P     | Adriano Bonaiuti    |
|    | Italia (bandiera) | D     | Vincenzo Bovio      |
|    | Italia (bandiera) | D     | Salvatore Colletto  |
|    | Italia (bandiera) | D     | Sebastiano Sapienza |
|    | Italia (bandiera) | D     | Salvatore Fusco     |
|    | Italia (bandiera) | D     | Massimo Lo Monaco   |
|    | Italia (bandiera) | D     | Vito Incrivaglia    |
|    | Italia (bandiera) | D     | Mattia Esposito     |
|    | Italia (bandiera) | D     | Salvatore Guercio   |
|    | Italia (bandiera) | D     | Sergio Turano       |
|    | Italia (bandiera) | D     | Edmondo Tamajo      |
|    | Italia (bandiera) | D     | Jose Sparti         |
|    | Italia (bandiera) | D     | Vincenzo Perillo    |

| N. |                   | Ruolo | Calciatore           |
| -- | ----------------- | ----- | -------------------- |
|    | Italia (bandiera) | C     | Onofrio Barone       |
|    | Italia (bandiera) | C     | Antonio Bucciarelli  |
|    | Italia (bandiera) | C     | Carmelo Formisano    |
|    | Italia (bandiera) | C     | Sirio Silvestri      |
|    | Italia (bandiera) | C     | Giuseppe Friscia     |
|    | Italia (bandiera) | C     | Pietro Zaini         |
|    | Italia (bandiera) | C     | Calogero Lo Bue      |
|    | Italia (bandiera) | C     | Vincenzo Melillo     |
|    | Italia (bandiera) | A     | Giuseppe Adelfio     |
|    | Italia (bandiera) | A     | Roberto Conte        |
|    | Italia (bandiera) | A     | Pietro Di Vincenzo   |
|    | Italia (bandiera) | A     | Santo Gianguzzo      |
|    | Italia (bandiera) | A     | Giancarlo Ferrara    |
|    | Italia (bandiera) | A     | Rocco Napoli         |
|    | Italia (bandiera) | A     | Roberto Magliocco    |
|    | Italia (bandiera) | A     | Ferdinando Gasparini |

## Risultati

### Campionato

#### Girone di andata
| Nardò 6 settembre 1998 1ª giornata                          | Nardò     | 0 – 2                     | Trapani | Stadio Giovanni Paolo II (Nardò) |
| \| \| \| \| \| \| Marcatori \| 36’ Perillo 52’ Gianguzzo \| |           |                           |         |                                  |
|                                                             |           |                           |         |                                  |
|                                                             | Marcatori | 36’ Perillo 52’ Gianguzzo |         |                                  |

| Erice 13 settembre 1998 2ª giornata                                                         | Trapani   | 3 – 2                    | Frosinone | Stadio Polisportivo Provinciale |
| \| \| \| \| \| Conte 54’ (rig.), 67’ Lo Bue 73’ \| Marcatori \| 34’ D'Antimi 90’ Cotugno \| |           |                          |           |                                 |
|                                                                                             |           |                          |           |                                 |
| Conte 54’ (rig.), 67’ Lo Bue 73’                                                            | Marcatori | 34’ D'Antimi 90’ Cotugno |           |                                 |

| Roma 20 settembre 1998 3ª giornata                                                        | Astrea    | 2 – 2                      | Trapani | Stadio Giuseppe Falcone |
| \| \| \| \| \| Carli 15’ (rig.) Aglitti 90’ \| Marcatori \| 8’ Formisano 35’ Gianguzzo \| |           |                            |         |                         |
|                                                                                           |           |                            |         |                         |
| Carli 15’ (rig.) Aglitti 90’                                                              | Marcatori | 8’ Formisano 35’ Gianguzzo |         |                         |

| Erice 27 settembre 1998 4ª giornata           | Trapani   | 0 – 1       | Chieti | Stadio Polisportivo Provinciale |
| \| \| \| \| \| \| Marcatori \| 90’ Sgherri \| |           |             |        |                                 |
|                                               |           |             |        |                                 |
|                                               | Marcatori | 90’ Sgherri |        |                                 |

| L'Aquila 4 ottobre 1998 5ª giornata                    | L'Aquila  | 1 – 0 | Trapani | Stadio Tommaso Fattori |
| \| \| \| \| \| Marchetti 71’ (rig.) \| Marcatori \| \| |           |       |         |                        |
|                                                        |           |       |         |                        |
| Marchetti 71’ (rig.)                                   | Marcatori |       |         |                        |

| Erice 11 ottobre 1998 6ª giornata                         | Trapani   | 1 – 1       | Tricase | Stadio Polisportivo Provinciale |
| \| \| \| \| \| Ferrara 76’ \| Marcatori \| 54’ Tinelli \| |           |             |         |                                 |
|                                                           |           |             |         |                                 |
| Ferrara 76’                                               | Marcatori | 54’ Tinelli |         |                                 |

| Giugliano 18 ottobre 1998 7ª giornata                  | Giugliano | 2 – 0 | Trapani | Stadio Alberto De Cristofaro |
| \| \| \| \| \| Monti 28’ Pisani 77’ \| Marcatori \| \| |           |       |         |                              |
|                                                        |           |       |         |                              |
| Monti 28’ Pisani 77’                                   | Marcatori |       |         |                              |

| Erice 25 ottobre 1998 8ª giornata           | Trapani   | 1 – 0 | Sporting Benevento | Stadio Polisportivo Provinciale |
| \| \| \| \| \| Conte 90’ \| Marcatori \| \| |           |       |                    |                                 |
|                                             |           |       |                    |                                 |
| Conte 90’                                   | Marcatori |       |                    |                                 |

| Messina 1º novembre 1998 9ª giornata             | Messina   | 2 – 0 | Trapani | Stadio Giovanni Celeste |
| \| \| \| \| \| Corona 6’, 53’ \| Marcatori \| \| |           |       |         |                         |
|                                                  |           |       |         |                         |
| Corona 6’, 53’                                   | Marcatori |       |         |                         |

| Erice 8 novembre 1998 10ª giornata                    | Trapani   | 0 – 2               | Turris | Stadio Polisportivo Provinciale |
| \| \| \| \| \| \| Marcatori \| 67’, 78’ De Carolis \| |           |                     |        |                                 |
|                                                       |           |                     |        |                                 |
|                                                       | Marcatori | 67’, 78’ De Carolis |        |                                 |

| Castrovillari 22 novembre 1998 11ª giornata                          | Castrovillari | 2 – 1     | Trapani | Stadio Mimmo Rende |
| \| \| \| \| \| Cazzella 45’ Marulla 63’ \| Marcatori \| 14’ Conte \| |               |           |         |                    |
|                                                                      |               |           |         |                    |
| Cazzella 45’ Marulla 63’                                             | Marcatori     | 14’ Conte |         |                    |

| Erice 29 novembre 1998 12ª giornata                                             | Trapani   | 1 – 2                      | Catanzaro | Stadio Polisportivo Provinciale |
| \| \| \| \| \| Ferrara 31’ (rig.) \| Marcatori \| 45’ Ciardiello 79’ Criniti \| |           |                            |           |                                 |
|                                                                                 |           |                            |           |                                 |
| Ferrara 31’ (rig.)                                                              | Marcatori | 45’ Ciardiello 79’ Criniti |           |                                 |

| Catania 6 dicembre 1998 13ª giornata                                      | Catania   | 1 – 1              | Trapani | Stadio Cibali |
| \| \| \| \| \| Tarantino 84’ (rig.) \| Marcatori \| 47’ (rig.) Ferrara \| |           |                    |         |               |
|                                                                           |           |                    |         |               |
| Tarantino 84’ (rig.)                                                      | Marcatori | 47’ (rig.) Ferrara |         |               |

| Gela 13 dicembre 1998 14ª giornata             | Gela J.T. | 0 – 1        | Trapani | Stadio Vincenzo Presti |
| \| \| \| \| \| \| Marcatori \| 10’ Esposito \| |           |              |         |                        |
|                                                |           |              |         |                        |
|                                                | Marcatori | 10’ Esposito |         |                        |

| Erice 20 dicembre 1998 15ª giornata          | Trapani   | 1 – 0 | Casarano | Stadio Polisportivo Provinciale |
| \| \| \| \| \| Ferrara 8’ \| Marcatori \| \| |           |       |          |                                 |
|                                              |           |       |          |                                 |
| Ferrara 8’                                   | Marcatori |       |          |                                 |

| Sora 23 dicembre 1998 16ª giornata                                    | Sora      | 3 – 0 | Trapani | Stadio Claudio Tomei |
| \| \| \| \| \| Balestrieri 25’ Capparella 33’, 90’ \| Marcatori \| \| |           |       |         |                      |
|                                                                       |           |       |         |                      |
| Balestrieri 25’ Capparella 33’, 90’                                   | Marcatori |       |         |                      |

| Erice 6 gennaio 1999 17ª giornata                 | Trapani   | 1 – 0 | Cavese | Stadio Polisportivo Provinciale |
| \| \| \| \| \| Di Vincenzo 48’ \| Marcatori \| \| |           |       |        |                                 |
|                                                   |           |       |        |                                 |
| Di Vincenzo 48’                                   | Marcatori |       |        |                                 |

#### Girone di ritorno
| Erice 10 gennaio 1999 18ª giornata | Trapani | 0 – 0 | Nardò | Stadio Polisportivo Provinciale |

| Frosinone 17 gennaio 1999 19ª giornata                              | Frosinone | 3 – 1      | Trapani | Stadio Matusa |
| \| \| \| \| \| Federici 19’, 26’, 51’ \| Marcatori \| 71’ Lo Bue \| |           |            |         |               |
|                                                                     |           |            |         |               |
| Federici 19’, 26’, 51’                                              | Marcatori | 71’ Lo Bue |         |               |

| Erice 24 gennaio 1999 20ª giornata                                                                | Trapani   | 4 – 1       | Astrea | Stadio Polisportivo Provinciale |
| \| \| \| \| \| Di Vincenzo 63’ Zaini 69’ Perillo 72’ Formisano 90’ \| Marcatori \| 80’ Aglitti \| |           |             |        |                                 |
|                                                                                                   |           |             |        |                                 |
| Di Vincenzo 63’ Zaini 69’ Perillo 72’ Formisano 90’                                               | Marcatori | 80’ Aglitti |        |                                 |

| Chieti 31 gennaio 1999 21ª giornata                       | Chieti    | 1 – 1       | Trapani | Stadio Guido Angelini |
| \| \| \| \| \| Sgherri 81’ \| Marcatori \| 86’ Melillo \| |           |             |         |                       |
|                                                           |           |             |         |                       |
| Sgherri 81’                                               | Marcatori | 86’ Melillo |         |                       |

| Erice 7 febbraio 1999 22ª giornata | Trapani | 0 – 0 | L'Aquila | Stadio Polisportivo Provinciale |

| Tricase 14 febbraio 1999 23ª giornata                | Tricase   | 2 – 0 | Trapani | Stadio Comunale San Vito |
| \| \| \| \| \| Castellano 6’, 26’ \| Marcatori \| \| |           |       |         |                          |
|                                                      |           |       |         |                          |
| Castellano 6’, 26’                                   | Marcatori |       |         |                          |

| Erice 28 febbraio 1999 24ª giornata                                                        | Trapani   | 3 – 1       | Giugliano | Stadio Polisportivo Provinciale |
| \| \| \| \| \| Formisano 28’ (rig.) Melillo 41’ Ferrara 90’ \| Marcatori \| 49’ Rogazzo \| |           |             |           |                                 |
|                                                                                            |           |             |           |                                 |
| Formisano 28’ (rig.) Melillo 41’ Ferrara 90’                                               | Marcatori | 49’ Rogazzo |           |                                 |

| Benevento 7 marzo 1999 25ª giornata                         | Sporting Benevento | 2 – 0 | Trapani | Stadio Ciro Vigorito |
| \| \| \| \| \| De Simone 78’ Galassi 81’ \| Marcatori \| \| |                    |       |         |                      |
|                                                             |                    |       |         |                      |
| De Simone 78’ Galassi 81’                                   | Marcatori          |       |         |                      |

| Erice 14 marzo 1999 26ª giornata | Trapani | 0 – 0 | Messina | Stadio Polisportivo Provinciale |

| Torre del Greco 21 marzo 1999 27ª giornata | Turris | 0 – 0 | Trapani | Stadio Amerigo Liguori |

| Erice 28 marzo 1999 28ª giornata | Trapani | 0 – 0 | Castrovillari | Stadio Polisportivo Provinciale |

| Catanzaro 11 aprile 1999 29ª giornata                                    | Catanzaro | 1 – 2                         | Trapani | Stadio Nicola Ceravolo |
| \| \| \| \| \| Bevo 55’ \| Marcatori \| 43’ Barone 82’ (rig.) Suriano \| |           |                               |         |                        |
|                                                                          |           |                               |         |                        |
| Bevo 55’                                                                 | Marcatori | 43’ Barone 82’ (rig.) Suriano |         |                        |

| Erice 18 aprile 1999 30ª giornata                 | Trapani   | 0 – 2           | Catania | Stadio Polisportivo Provinciale |
| \| \| \| \| \| \| Marcatori \| 70’, 82’ Brutto \| |           |                 |         |                                 |
|                                                   |           |                 |         |                                 |
|                                                   | Marcatori | 70’, 82’ Brutto |         |                                 |

| Erice 25 aprile 1999 31ª giornata                               | Trapani   | 1 – 1      | Gela J.T. | Stadio Polisportivo Provinciale |
| \| \| \| \| \| Melillo 48’ (rig.) \| Marcatori \| 45’ Di Dio \| |           |            |           |                                 |
|                                                                 |           |            |           |                                 |
| Melillo 48’ (rig.)                                              | Marcatori | 45’ Di Dio |           |                                 |

| Casarano 2 maggio 1999 32ª giornata                       | Casarano  | 0 – 2                   | Trapani | Stadio Giuseppe Capozza |
| \| \| \| \| \| \| Marcatori \| 55’ Napoli 70’ Esposito \| |           |                         |         |                         |
|                                                           |           |                         |         |                         |
|                                                           | Marcatori | 55’ Napoli 70’ Esposito |         |                         |

| Erice 9 maggio 1999 33ª giornata                                          | Trapani   | 3 – 0 | Sora | Stadio Polisportivo Provinciale |
| \| \| \| \| \| Suriano 25’ Zaini 57’ Napoli 90’ (rig.) \| Marcatori \| \| |           |       |      |                                 |
|                                                                           |           |       |      |                                 |
| Suriano 25’ Zaini 57’ Napoli 90’ (rig.)                                   | Marcatori |       |      |                                 |

| Cava de'Tirreni 16 maggio 1999 34ª giornata         | Cavese    | 1 – 1      | Trapani | Stadio Simonetta Lamberti |
| \| \| \| \| \| Ria 9’ \| Marcatori \| 45’ Napoli \| |           |            |         |                           |
|                                                     |           |            |         |                           |
| Ria 9’                                              | Marcatori | 45’ Napoli |         |                           |

## Risultati (da ripassare)

### Campionato

#### Girone di andata
- 6 settembre: Nardò-Trapani 0-2 (Silvestri-Gianguzzo);
- 13 settembre: Trapani-Frosinone 3-2 (D'Antimi-Conte, rig.-Conte-Lo Bue-Cotugno);
- 20 settembre: Astrea-Trapani 2-2 (Formisano-Carli, rig.-Gianguzzo-Aglitti);
- 14 ottobre: Trapani-Chieti 0-1 (Sgherri);[5]
- 4 ottobre: L'Aquila-Trapani 1-0 (Marchetti, rig.);
- 11 ottobre: Trapani-Tricase 1-1 (Tinelli-Ferrara);
- 18 ottobre: Giugliano-Trapani 2-0 (Monti-Pisani);
- 25 ottobre: Trapani-Benevento 1-0 (Conte);
- 1º novembre: Messina-Trapani 2-0 (Corona-Corona);
- 8 novembre: Trapani-Turris 0-2 (De Carolis-De Carolis);
- 22 novembre: Castrovillari-Trapani 2-1 (Conte-Cazzella-Marulla);
- 29 novembre: Trapani-Catanzaro 1-2 (Ferrara, rig.-Ciardiello-Criniti);
- 6 dicembre: Catania-Trapani 1-1 (Ferrara, rig.-Tarantino, rig.);
- 13 dicembre: Juve Terranova-Trapani 0-1 (Esposito);
- 20 dicembre: Trapani-Casarano 1-0 (Ferrara);
- 23 dicembre: Sora-Trapani 3-0 (Balestrieri-Capparella-Capparella);
- 6 gennaio: Trapani-Cavese 1-0 (Di Vincenzo);

#### Girone di ritorno
- 10 gennaio: Trapani-Nardò 0-0;
- 17 gennaio: Frosinone-Trapani 3-1 (Federici-Federici-Federici-Lo Bue);
- 24 gennaio: Trapani-Astrea 4-1 (Di Vincenzo-Zaini-Perillo-Aglitti-Formisano);
- 21 febbraio: Chieti-Trapani 1-1 (Sgherri-Melillo);[6]
- 7 febbraio: Trapani-L'Aquila 0-0;
- 14 febbraio: Tricase-Trapani 2-0 (Castellano-Castellano);
- 28 febbraio: Trapani-Giugliano 3-1 (Formisano,rig.-Melillo-Rogazzo-Ferrara);
- 7 marzo: Benevento-Trapani 2-0 (De Simone-Galassi);
- 14 marzo: Trapani-Messina 0-0;
- 21 marzo: Turris-Trapani 0-0;
- 28 marzo: Trapani-Castrovillari 0-0;
- 12 aprile: Catanzaro-Trapani 1-2 (Barone-Bevo-Suriano, rig.);[7]
- 18 aprile: Trapani-Catania 0-2 (Lo Monaco, aut.-Brutto);
- 25 aprile: Trapani-Juve Terranova 1-1 (Di Dio-Napoli, rig.);
- 2 maggio: Casarano-Trapani 0-2 (Napoli-Esposito);
- 9 maggio: Trapani-Sora 3-0 (Suriano-Zaini-Napoli, rig.);
- 16 maggio: Cavese-Trapani 1-1 (Ria-Napoli).

## Statistiche

### Statistiche di squadra
|  |     | Classifica Girone C | Pt | G  | V  | N  | P  | GF | GS |
|  | --- | ------------------- | -- | -- | -- | -- | -- | -- | -- |
|  | 9.  | Gela J.T.           | 46 | 34 | 10 | 16 | 8  | 29 | 26 |
|  | 10. | Trapani             | 44 | 34 | 11 | 11 | 12 | 33 | 36 |
|  | 11. | Giugliano           | 44 | 34 | 10 | 14 | 10 | 30 | 33 |